# 어튠먼트
어튠먼트(Attunement)는 원래 로이드 아서 미커(Lloyd Arthur Meeker, 1907 – 1954)와 그의 동료들이 개발한 에너지의학의 유사과학 분야 실무자들이 채택한 초기 용어이다. 미커는 자신의 영적 가르침과 사역인 "Emissaries of Divine Light"의 중심 특징으로 어튠먼트를 가르치고 실천했다. 어튠먼트는 개인적인 영적 실천과 손을 통해 제공되는 치유 방식으로 가르친다. "Emissaries of Divine Light"는 어튠먼트가 인류의 의식적 진화에 있어 중추적인 요소라고 믿는다.
기공, 영기, 치료적 접촉과 마찬가지로 어튠먼트는 미국 국립보완통합건강센터(NCCIH)에서 정의한 추정 관행으로, 그 효과에 대한 과학적 연구 발표가 부족하다. 어튠먼트 실무자와 고객은 이를 홍보하기 위해 개인적이고 일화적인 경험에 의존한다.